# KINGDOM (De-LAXの映像作品)
『"KINGDOM"』(キングダム)は、1990年7月25日に発売されたDe-LAXの映像作品。通算1作目となるビデオ・クリップ集である。発売元はフォーライフ・レコード。

## 概要
- De-LAXとしては初にして、唯一のビデオ・クリップ集[1]。前作『De-LAX NEUROMANCER '89 SPIRITS A GO-GO TOUR』から、5か月ぶりのリリースとなった。また、3rdアルバム『KINGDOM』と同時発売された。

## 収録曲
| #  | タイトル                         | 作詞 | 作曲     |
| -- | -------------------------------- | ---- | -------- |
| 1. | 「THE HOLY LAND」                | 宙也 | 鈴木正美 |
| 2. | 「GLOBAL STREET」                | 宙也 | 鈴木正美 |
| 3. | 「JERUSALEM -DESERTED VERSION-」 | 宙也 | 榊原秀樹 |
| 4. | 「FREE WORLD」                   | 宙也 | 榊原秀樹 |

## 曲解説
1. THE HOLY LAND
  - 宙也/作詞、鈴木正美/作曲、鈴木正美・De-LAX/編曲

3rdアルバム『KINGDOM』収録曲。
2. GLOBAL STREET
  - 宙也/作詞、鈴木正美/作曲、鈴木正美・De-LAX/編曲

4thシングル。
3. JERUSALEM -DESERTED VERSION-
  - 宙也/作詞、榊原秀樹/作曲、鈴木正美・De-LAX/編曲

3rdアルバム『KINGDOM』に収録されている同曲の別バージョン。このバージョンと、アルバムバージョンは、共にスローバラードの楽曲となっているが、こちらのバージョンは、バンドサウンドがあり、歌詞も新たに追加されている。
こちらのバージョンは、スタジオ音源版はアルバムに収録されていないものの、ライブアルバム『BOOTLEG!!』と、ベストアルバム『20th Anniversary Premium Collection』の2作にこの曲のライブバージョンが収録された。また、ライブビデオ『TOUR '90 "KINGDOM"』には、どちらのバージョンかの表記がされていないものの、こちらのバージョンが映像化された。
4. FREE WORLD
  - 宙也/作詞、榊原秀樹/作曲、鈴木正美・De-LAX/編曲

後に、ライブアルバム『BOOTLEG!!』にてこの曲のライブバージョンが収録された。
ベストアルバム『THE STORY OF De+LAX 1988-1992 5Years×5Lives』にはこちらの音源が収録された。
なお、本楽曲はPVとして収録されてはおらず、メイキング映像のBGMとして使用されている。